# بنگت ادلین
 بنت ادلن (سوئدی: Bengt Edlén؛ زاده ۲ نوامبر ۱۹۰۶ درگذشته ۱۰ فوریهٔ ۱۹۹۳) یک فیزیک‌دان، و ستاره‌شناس اهل سوئد بود.